# 金斯頓 (伊利諾伊州)
金斯頓（英語：Kingston）是位於美國伊利諾伊州迪卡爾布縣的一個村落。

## 地理
金斯頓的座標為42°06′00″N 88°45′43″W / 42.10000°N 88.76194°W，而該地最高點為海拔高度239米（即784英尺）。

## 人口
根據2010年美國人口普查的數據，金斯頓的面積為2.61平方千米，當中陸地面積為2.55平方千米，而水域面積為0.06平方千米。當地共有人口1164人，而人口密度為每平方千米445人。